# Estação Juárez (SITEUR)
A Estação Juárez é uma das estações do VLT de Guadalajara, situada em Guadalajara, entre a Estação Refugio, a Estação Mexicaltzingo e a Estação Plaza Universidad. Administrada pelo Sistema de Tren Eléctrico Urbano (SITEUR), é uma das estações terminais da Linha 2, além de fazer parte da Linha 1.
Foi inaugurada em 1º de setembro de 1989. Localiza-se no cruzamento da Estrada do Federalismo com a Avenida Juárez. Atende o centro da cidade.